# 山中勲
山中 勲(やまなか いさお、1945年 - )は、日本のオートバイ技術者。静岡県浜松市生まれ。

## 略歴
幼少期より父親の影響でバイクに興味を持つ。中学生になるころにはすでにバイクを乗り回すようになる。
浜松工業高校卒業と同時に本田技研工業で働きたいと考えて従業員募集通知を待つもその年は来ず、仕方なしに別企業に就職したが本田技研を目指す気持ちに変わりはなかった。それまで幾度も新聞上で『本田技研正規社員募集』の広告を目にしていたためそれに賭けて一般募集で本田技研入社を目指した。
ある日新聞上で先述の広告を見つけ応募。採用通知が届くも勤務先に無断で採用試験を受けたため、勤務先から本田技研に対し採用取り消しを申し入れたことを言われてしまうも、「このままでは有望な一人の若者の将来を奪ってしまう」といった大変温情ある判断がされ本田技研に入社することができた。入社後は鈴鹿製作所に配属され業務に励みつつも設計者になるという夢のため日夜勉強は欠かさなかった。また鈴鹿製作所在籍時はラグビーに惚れ込み社内チームに所属。
その努力が実を結び入社10年にして念願のバイク開発部門の本田技研朝霞研究所に転勤を果たす。
そこで入社以来やりたくてもできなかった開発作業に鬱憤を晴らすかのように集中して励んだ。その結果、世からフラッグシップと呼ばれるバイクや名車と呼ばれるバイクを数多く生み出した。
1981年より数々のフラッグシップバイクの開発総責任者(LPL)を経験し、その後本田技研主任研究員を経て本田技研上席研究員となる。
2005年に本田技研工業株式会社を定年退職。退職後もシニアラグビーで時々汗を流しているとのこと。
退職後は地元である浜松に戻り「バイク好きが集まって語り合える場所が欲しい」という思いから、自宅の庭に2年かけて自分で建物を作り、コーヒーのことも勉強してコーヒーマイスターの資格も取得。ホンダで設計をしていた時からコーヒーが大好きだったそうである。
また現在の愛車は自身が設計に携わったCB750FとVFR400R(NC21)である。

## 開発に携わったバイク
出典:山中勲 著『ホンダ・フラッグシップバイク開発物語　名車を生み出した熱き技術者たちの戦い』 より抜粋
- HONDA RCB1000
- HONDA CB900F
- HONDA CB750F
- HONDA CB1100R
- HONDA VF750S
- HONDA VF750C
- HONDA VF1100C
- HONDA VF1000R
- HONDA VF1000F
- HONDA VFR750F
- HONDA VFR750R(RC30)
- HONDA VFR400R(NC24・NC30)
- HONDA GL1500 Gold Wing
- HONDA ST1100 Pan European
- HONDA NR(市販車)
- HONDA CBR1100XX Super Blackbird